# TV Alterosa Zona da Mata
TV Alterosa Zona da Mata é uma emissora de televisão brasileira sediada em Juiz de Fora, cidade do estado de Minas Gerais. Opera no canal 10 (32 UHF digital), e é afiliada ao SBT. Integra a Rede Alterosa, rede de televisão pertencente aos Diários Associados. Seus estúdios estão localizados no centro da cidade, e sua antena de transmissão está no alto do Morro do Imperador.

## História
O canal 10 VHF de Juiz de Fora havia sido ocupado inicialmente pela TV Industrial, emissora independente que funcionou entre 1964 e 1980, até ser vendida para a Rede Globo e tornar-se TV Globo Juiz de Fora, migrando para o canal 5 VHF. Em 5 de fevereiro de 1985, o presidente João Figueiredo outorgou uma nova concessão para o canal 10, à um grupo de empresários e políticos locais composto por Fernando Jorge Fagundes Netto, Fernando Junqueira Reis de Andrade, Hygino Cortes e Maurílio de Assis Vieira Filho. Posteriormente, a concessão foi transferida para o Sistema Regional de Comunicação, pertencente ao empresário Josino Aragão, que entre outras empresas, também havia sido responsável pela criação da TVE Juiz de Fora.
Josino planejava ter a afiliação da Rede Manchete para o canal 10, no entanto, a rede acabou recebendo uma concessão para implantar uma retransmissora pelo canal 2 VHF, em meio aos atrasos na implantação da sua emissora. Finalmente, em 1.º de fevereiro de 1990, foi inaugurada a TV Tiradentes, afiliada ao SBT. Seus estúdios funcionavam em um anexo do Colégio Pio XII, na Rua Oscar Vidal, 416, junto a outros veículos do Sistema Regional de Comunicação, como a Rádio Juiz de Fora e o Diário Regional. A nova emissora tinha a premissa de seguir uma programação inspirada no sucesso que a TV Industrial havia feito no passado. Para isso, Josino associou-se ao empresário fluminense Domingos Frias (que por sua vez era sócio da TV Planície, de Campos dos Goytacazes, Rio de Janeiro). Juntos, eles foram responsáveis por uma grade local composta principalmente de telejornais e programas de auditório.
Devido a divergências internas, boa parte dos programas locais acabou sendo extinta, e em 1994, a TV Tiradentes deixou o SBT e se afiliou à Rede Bandeirantes. Em julho de 1997, deixou a Band e passou a compor a Rede Record, que vinha se expandindo gradativamente pelo país. No entanto, dois anos depois, o Sistema Regional de Comunicação vendeu a TV Tiradentes para os Diários Associados, em razão de problemas financeiros. A emissora então voltou a transmitir a programação do SBT, e foi renomeada para TV Alterosa Zona da Mata, tornando-se a segunda filial da Rede Alterosa no interior mineiro. Os novos proprietários também transferem os estúdios da emissora para uma nova sede na Rua Rei Alberto, 79, onde passou a operar junto com uma sucursal do jornal Estado de Minas. Sua cobertura foi então ampliada para outras localidades da Zona da Mata e Campos das Vertentes, e atualmente, alcança mais de 130 municípios.

## Sinal digital
Em 7 de agosto de 2020, assim como sua coirmã TV Alterosa Leste, passou a transmitir através do subcanal 10.2 a programação de teleaulas da prefeitura de Governador Valadares, para os estudantes que ficaram sem ir para a escola em razão da pandemia de COVID-19.
Transição para o sinal digital
Com base no decreto federal de transição das emissoras de TV brasileiras do sinal analógico para o digital, a TV Alterosa Zona da Mata, bem como as outras emissoras de Juiz de Fora, cessou suas transmissões pelo canal 10 VHF em 17 de dezembro de 2018, seguindo o cronograma oficial da ANATEL.